# Fryksdals övre, Älvdals nedre och Älvdals övre domsaga
Fryksdals övre, Älvdals nedre och Älvdals övre domsaga var en domsaga i Värmlands län. Den bildades 1826 från Mellansysslets domsaga. Domsagan upplöstes 1856 och uppgick i Fryksdals nedre och Fryksdals övre häraders domsaga samt i Älvdals nedre och Älvdals övre domsaga.
Domsagan ingick i Svea hovrätts domkrets.

## Härader
Domsagan omfattade:
- Älvdals härad
- del av Fryksdals härad

## Tingslag
- Älvdals övre tingslag
- Älvdals nedre tingslag
- Fryksdals övre tingslag

## Häradshövdingar
- 1826–1842 Göran Ferner
- 1843–1856 Anders Jakob Pihlgren